# US Open 1973
Die 93. US Open 1973 waren ein Tennis-Rasenplatzturnier der Klasse Grand Slam, das von der ITF veranstaltet wurde. Es fand vom 27. August bis 9. September 1973 in Forest Hills, New York, Vereinigte Staaten statt.
Titelverteidiger im Einzel waren Ilie Năstase bei den Herren sowie Billie Jean King bei den Damen. Im Herrendoppel waren Cliff Drysdale und Roger Taylor, im Damendoppel Françoise Dürr und Betty Stöve und im Mixed Margaret Court und Marty Riessen  die Titelverteidiger.

## Herreneinzel

### Setzliste
| Nr. | Spieler        | Erreichte Runde |
| --- | -------------- | --------------- |
| 01. | Stan Smith     | Halbfinale      |
| 02. | Ilie Năstase   | 2. Runde        |
| 03. | Arthur Ashe    | 3. Runde        |
| 04. | Rod Laver      | 3. Runde        |
| 05. | Ken Rosewall   | Halbfinale      |
| 06. | Jan Kodeš      | Finale          |
| 07. | Tom Okker      | Achtelfinale    |
| 08. | Manuel Orantes | 3. Runde        |

| Nr. | Spieler         | Erreichte Runde |
| --- | --------------- | --------------- |
| 09. | Jimmy Connors   | Viertelfinale   |
| 10. | John Newcombe   | Sieg            |
| 11. | Roger Taylor    | 2. Runde        |
| 12. | Marty Riessen   | 2. Runde        |
| 13. | Tom Gorman      | Achtelfinale    |
| 14. | Adriano Panatta | 3. Runde        |
| 15. | Nikola Pilić    | Viertelfinale   |
| 16. | Cliff Richey    | Achtelfinale    |

## Dameneinzel

### Setzliste
| Nr. | Spielerin        | Erreichte Runde |
| --- | ---------------- | --------------- |
| 01. | Billie Jean King | Achtelfinale    |
| 02. | Margaret Court   | Sieg            |
| 03. | Chris Evert      | Halbfinale      |
| 04. | Evonne Goolagong | Finale          |

| Nr. | Spielerin      | Erreichte Runde |
| --- | -------------- | --------------- |
| 05. | Kerry Melville | Viertelfinale   |
| 06. | Rosie Casals   | Viertelfinale   |
| 07. | Virginia Wade  | Viertelfinale   |
| 08. | Olga Morosowa  | Achtelfinale    |

## Herrendoppel

### Setzliste
| Nr. | Paarung                      | Erreichte Runde |
| --- | ---------------------------- | --------------- |
| 01. | Rod Laver Ken Rosewall       | Finale          |
| 02. | Tom Okker Marty Riessen      | Halbfinale      |
| 03. | Owen Davidson John Newcombe  | Sieg            |
| 04. | Bob Carmichael Frew McMillan | Viertelfinale   |

| Nr. | Paarung                    | Erreichte Runde |
| --- | -------------------------- | --------------- |
| 05. | Stan Smith Erik van Dillen | Achtelfinale    |
| 06. |                            | Rückzug         |
| 07. | John Alexander Phil Dent   | Viertelfinale   |
| 08. |                            | Rückzug         |

## Damendoppel

### Setzliste
| Nr. | Paarung                       | Erreichte Runde |
| --- | ----------------------------- | --------------- |
| 01. | Rosie Casals Billie Jean King | Finale          |
| 02. | Margaret Court Virginia Wade  | Sieg            |
| 03. | Françoise Dürr Betty Stöve    | Viertelfinale   |
| 04. | Evonne Goolagong Janet Young  | Halbfinale      |

## Mixed

### Setzliste
| Nr. | Paarung                        | Erreichte Runde |
| --- | ------------------------------ | --------------- |
| 01. | Owen Davidson Billie Jean King | Sieg            |
| 02. | Marty Riessen Margaret Court   | Finale          |
| 03. | Frew McMillan Rosie Casals     | Halbfinale      |
| 04. | Jimmy Connors Chris Evert      | Halbfinale      |